# Temporada 1977-78 de los Seattle SuperSonics
La temporada 1977-78 fue la undécima de los Seattle SuperSonics en la NBA. La temporada regular acabó con 47 victorias y 35 derrotas, ocupando el cuarto puesto de la conferencia Oeste, logrando clasificarse para los playoffs, en los que alcanzaron las Finales, cayendo en el séptimo y definitivo partido ante los Washington Bullets.

## Elecciones en elDraft
| Ronda | Puesto | Jugador     | Posición  | Nacionalidad   | Universidad/Club  |
| ----- | ------ | ----------- | --------- | -------------- | ----------------- |
| 1     | 8      | Jack Sikma  | Ala-Pívot | Estados Unidos | Illinois Wesleyan |
| 3     | 52     | Joe Hassett | Escolta   | Estados Unidos | Providence        |

## Temporada regular
| División Pacífico        | División Pacífico | División Pacífico | División Pacífico | División Pacífico | División Pacífico | División Pacífico | División Pacífico | División Pacífico |
| Equipo                   | G                 | P                 | %                 | PD                | Casa              | Fuera             | Div               |                   |
| ------------------------ | ----------------- | ----------------- | ----------------- | ----------------- | ----------------- | ----------------- | ----------------- | ----------------- |
| y-Portland Trail Blazers | 58                | 24                | .707              | –                 | 36–5              | 22–19             | 13–3              |                   |
| x-Phoenix Suns           | 49                | 33                | .598              | 9                 | 34–7              | 15–26             | 8–8               |                   |
| x-Seattle SuperSonics    | 47                | 35                | .573              | 11                | 31–10             | 16–25             | 8–8               |                   |
| x-Los Angeles Lakers     | 45                | 37                | .549              | 13                | 29–12             | 16–25             | 6–10              |                   |
| Golden State Warriors    | 43                | 39                | .524              | 15                | 30–11             | 13–28             | 5–11              |                   |

## Playoffs

### Primera ronda
Seattle SuperSonics vs. Los Angeles Lakers 
| Fecha       | Partido                                          | Ciudad      |
| ----------- | ------------------------------------------------ | ----------- |
| 12 de abril | Seattle SuperSonics 102, Los Angeles Lakers 90   | Seattle     |
| 14 de abril | Los Angeles Lakers 105, Golden State Warriors 99 | Los Ángeles |
| 16 de abril | Seattle SuperSonics 111, Los Angeles Lakers 102  | Seattle     |
|             | Seattle SuperSonics gana las series 1-2          |             |

### Semifinales de Conferencia
Portland Trail Blazers vs. Seattle SuperSonics 
| Fecha       | Partido                                            | Ciudad   |
| ----------- | -------------------------------------------------- | -------- |
| 18 de abril | Portland Trail Blazers 95, Seattle SuperSonics 104 | Portland |
| 21 de abril | Portland Trail Blazers 96, Seattle SuperSonics 93  | Portland |
| 23 de abril | Seattle SuperSonics 99, Portland Trail Blazers 84  | Seattle  |
| 26 de abril | Seattle SuperSonics 100, Portland Trail Blazers 98 | Seattle  |
| 30 de abril | Portland Trail Blazers 113, Seattle SuperSonics 89 | Portland |
| 1 de mayo   | Seattle SuperSonics 105, Portland Trail Blazers 97 | Seattle  |
|             | Seattle SuperSonics gana las series 4-2            |          |

### Finales de Conferencia
Denver Nuggets vs. Seattle SuperSonics 
| Fecha      | Partido                                     | Ciudad  |
| ---------- | ------------------------------------------- | ------- |
| 5 de mayo  | Denver Nuggets 116, Seattle SuperSonics 107 | Denver  |
| 7 de mayo  | Denver Nuggets 111, Seattle SuperSonics 121 | Denver  |
| 10 de mayo | Seattle SuperSonics 105, Denver Nuggets 91  | Seattle |
| 12 de mayo | Seattle SuperSonics 100, Denver Nuggets 94  | Seattle |
| 14 de mayo | Denver Nuggets 123, Seattle SuperSonics 114 | Denver  |
| 17 de mayo | Seattle SuperSonics 123, Denver Nuggets 108 | Seattle |
|            | Seattle SuperSonics gana las series 4-2     |         |

### Finales de la NBA
Seattle SuperSonics vs. Washington Bullets
| Fecha      | Partido                                         | Ciudad   |
| ---------- | ----------------------------------------------- | -------- |
| 21 de mayo | Seattle SuperSonics 106, Washington Bullets 102 | Seattle  |
| 25 de mayo | Washington Bullets 106, Seattle SuperSonics 98  | Landover |
| 28 de mayo | Washington Bullets 92, Seattle SuperSonics 93   | Landover |
| 30 de mayo | Seattle SuperSonics 116, Washington Bullets 120 | Seattle  |
| 2 de junio | Seattle SuperSonics 98, Washington Bullets 94   | Seattle  |
| 4 de junio | Washington Bullets 117, Seattle SuperSonics 82  | Landover |
| 7 de junio | Seattle SuperSonics 99, Washington Bullets 105  | Seattle  |
|            | Washington gana las finales 4-3                 |          |

## Estadísticas
| Rk | Jugador        | Edad | P  | PT | MP   | TC  | TCI  | %TC  | TL  | TLI | %TL  | RO  | RD  | RT   | AS  | RB  | TAP | BP  | FP  | PTS  |
| -- | -------------- | ---- | -- | -- | ---- | --- | ---- | ---- | --- | --- | ---- | --- | --- | ---- | --- | --- | --- | --- | --- | ---- |
| 1  | Marvin Webster | 25   | 82 |    | 35.5 | 5.2 | 10.4 | .502 | 3.5 | 5.6 | .629 | 4.4 | 8.2 | 12.6 | 2.5 | 0.6 | 2.0 | 3.1 | 3.2 | 14.0 |
| 2  | Gus Williams   | 24   | 79 |    | 32.6 | 7.6 | 16.9 | .451 | 2.9 | 3.5 | .817 | 1.1 | 2.2 | 3.2  | 3.7 | 2.3 | 0.5 | 2.4 | 2.5 | 18.1 |
| 3  | Mike Green     | 26   | 9  |    | 27.8 | 4.8 | 9.7  | .494 | 2.3 | 3.4 | .677 | 2.4 | 3.7 | 6.1  | 1.1 | 0.7 | 1.4 | 2.4 | 2.9 | 11.9 |
| 4  | Fred Brown     | 29   | 72 |    | 27.3 | 7.1 | 14.5 | .488 | 2.4 | 2.7 | .898 | 0.8 | 1.8 | 2.6  | 3.3 | 1.5 | 0.3 | 2.3 | 2.0 | 16.6 |
| 5  | Dennis Johnson | 23   | 81 |    | 27.3 | 4.5 | 10.9 | .417 | 3.7 | 5.0 | .732 | 1.9 | 1.8 | 3.6  | 2.8 | 1.5 | 0.6 | 2.0 | 2.6 | 12.7 |
| 6  | Jack Sikma     | 22   | 82 |    | 27.3 | 4.2 | 9.2  | .455 | 2.3 | 3.0 | .777 | 2.4 | 5.9 | 8.3  | 1.6 | 0.8 | 0.5 | 2.3 | 3.7 | 10.7 |
| 7  | Paul Silas     | 34   | 82 |    | 26.5 | 2.2 | 5.7  | .397 | 1.3 | 2.3 | .586 | 3.5 | 4.6 | 8.1  | 1.8 | 0.8 | 0.2 | 1.9 | 2.2 | 5.8  |
| 8  | Slick Watts    | 26   | 32 |    | 25.3 | 3.4 | 8.5  | .404 | 0.9 | 1.7 | .566 | 0.7 | 1.9 | 2.5  | 4.2 | 1.7 | 0.4 | 2.9 | 2.8 | 7.8  |
| 9  | John Johnson   | 30   | 76 |    | 23.8 | 4.5 | 10.8 | .416 | 1.7 | 2.3 | .753 | 1.3 | 2.7 | 4.0  | 2.8 | 0.6 | 0.3 | 2.2 | 2.6 | 10.7 |
| 10 | Bruce Seals    | 24   | 73 |    | 18.1 | 3.2 | 7.5  | .417 | 1.5 | 2.4 | .634 | 0.8 | 2.2 | 3.1  | 1.1 | 0.6 | 0.5 | 1.4 | 2.9 | 7.8  |
| 11 | Wally Walker   | 23   | 68 |    | 14.8 | 2.7 | 6.2  | .440 | 1.0 | 1.6 | .625 | 1.2 | 1.8 | 3.0  | 1.0 | 0.4 | 0.1 | 1.0 | 1.8 | 6.5  |
| 12 | Joe Hassett    | 22   | 48 |    | 8.4  | 1.9 | 4.3  | .444 | 0.2 | 0.3 | .833 | 0.3 | 0.5 | 0.8  | 0.9 | 0.4 | 0.0 | 0.7 | 0.9 | 4.0  |
| 13 | Dean Tolson    | 26   | 1  |    | 7.0  | 0.0 | 1.0  | .000 | 0.0 | 0.0 |      | 0.0 | 0.0 | 0.0  | 2.0 | 0.0 | 0.0 | 1.0 | 2.0 | 0.0  |
| 14 | Willie Wise    | 30   | 2  |    | 5.0  | 0.0 | 1.5  | .000 | 0.5 | 2.0 | .250 | 1.0 | 0.5 | 1.5  | 0.0 | 0.0 | 0.0 | 0.0 | 1.0 | 0.5  |
| 15 | Al Fleming     | 23   | 20 |    | 4.9  | 0.8 | 1.6  | .484 | 0.5 | 0.9 | .588 | 0.7 | 0.9 | 1.5  | 0.4 | 0.0 | 0.3 | 0.8 | 0.8 | 2.0  |

## Galardones y récords
| Jugador    | Galardón                            |
| Jack Sikma | Mejor quinteto de rookies de la NBA |